# Еманжелинск (станция)
Еманжели́нск — грузопассажирская узловая железнодорожная станция Челябинского региона Южно-Уральской железной дороги, расположена в посёлке Зауральском, в 7 км от города Еманжелинска.
От станции отходит электрифицированная однопутная ветка на стацию Полетаево I.

## История
В 1933—1934 годах строится и вводится в эксплуатацию линия Челябинск — Еманжелинск.

## Пассажирские перевозки

### Дальнее следование по станции
| № поезда | Маршрут движения        | № поезда | Маршрут движения        |
| -------- | ----------------------- | -------- | ----------------------- |
| 121      | Екатеринбург — Оренбург | 122      | Оренбург — Екатеринбург |